# Michael Dürsch
Michael Dürsch (28 marzo 1957) è un ex canottiere tedesco.

## Palmarès

### Olimpiadi
- 1 medaglia:
  - 1 oro (Los Angeles 1984 nel quattro di coppia)